# Ерик Сера
Ерѝк Сера̀ (на френски: Éric Serra) е френски композитор, известен главно със своята филмова музика. Той е автор на музиката на всички филми, режисирани от Люк Бесон, както и на „Златното око“, филм за Джеймс Бонд от 1995 г.

## Избрана филмография
- „Последната битка“ („Le Dernier Combat“, 1983)
- „Никита“ („Nikita“, 1990)
- „Леон (филм)“ („Léon“, 1994)
- „Златното око“ („GoldenEye“, 1995)
- „Петият елемент“ („The Fifth Element“, 1997)
- „Жана д'Арк“ („The Messenger: The Story of Joan of Arc“, 1999)
- „Бандитки“ („Bandidas“, 2006)
- „Артур и минимоите“ („Arthur et les Minimoys“, 2006)
- „Невероятните приключения на Адел Блан-Сек“ („Les Aventures extraordinaires d'Adèle Blanc-Sec“, 2010)
- „Люси“ („Lucy“, 2014)